# إرشاد العوام
إرشاد العوام هو كتاب في العقائد في أربع مجلّدات، ألّفه كريم خان الكرماني باللغة الفارسيّة، ولم يُترجم الكتاب إلى أي لغة إلّا فقرات مجتزئة منه، ومنها ما ترجمه هنري كوربين إلى الفرنسية وتُرجمت ترجمات كوربن بعدئذٍ إلى الإنگليزية. يقول محمد حسن آل الطالقاني في كتابه الشيخية في ترجمته للمؤلف أي كريم خان الكرماني: «وأهم آثاره وأشهرها إرشاد العوام، وهو أكثرها تعرضاً للنقد والمؤاخذات عليه».

## طبعاته
ذكر أبو القاسم الإبراهيمي الكرماني - حفيد المؤلّف - هذا الكتاب في فهرسه الفارسي الكبير الذي أسماه فهرست کتب شیخ احمد احسایی وسایر مشایخ عظام الذي تُرجم إلى العربية، وقد ذكر فيه طبعات كتاب إرشاد العوام، وهي حسب تعداده:
1. الطبعة الأولى: في بومباي، سنة 1268 هـ.
2. الطبعة الثانية: في تبريز، سنة 1271 هـ.
3. الطبعة الثالثة: في كرمان، سنة 1355 هـ.
4. الطبعة الرابعة: في كرمان أيضاً، سنة 1380 هـ.
5. الطبعة الخامسة: في كرمان أيضاً، سنة 1358 وفقاً للتاريخ الشمسي الفارسي الموافقة لسنة 1979 م.

وقد انتقد الطبعة التبريزية متهماً كاتبها بالإضافة في متن الكتاب، وهذه عبارته كما في الترجمة العربية لكتاب الفهرس: «هذا الكتاب طبع في بمبي وتبريز وكرمان خمس مرات، وأصحها الطبعة الأخيرة في كرمان، وأما طبع تبريز؛ فهو مغلوط، وكاتبه أتى بعبارات وأشعار من هوى نفسه؛ أظهر فيها عقيدته».
وأمّا ما طُبع بعد هذه الطبعات التي ذكرها أبو القاسم، فهي:
1. الطبعة السادسة: في مشهد سنة 1390 وفقاً للتقويم الفارسي الموافقة لسنة 2011 م.[4]
2. الطبعة السابعة: في البصرة، سنة 1434 هـ ضمن مجموعة أُطلق عليه اسم مكارم الأبرار تضمّ كثيراً من مؤلّفات الكرماني، والناشر هو شركة الغدير للطباعة والنشر المحدودة.